# Vita Annonis Minor

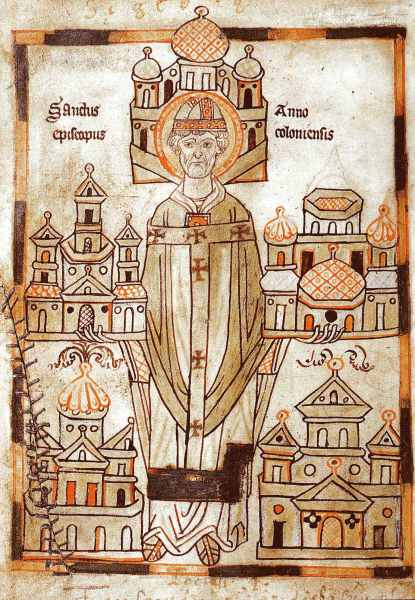
Miniatura sul risguardo (fol. 1v) della Vita Annonis Minor che mostra sant'Annone II in vesti episcopali con casula e pallio, circondato dalle sue creazioni: nelle mani la chiesa ci Santa Maria ad Gradus (1057) e san Giorgio di Colonia (1067), ai piedi l'abbazia benedettina di Saalfeld in Turingia (1063) e Grafschaft in Sauerland (1073), sul capo l'abbazia di Siegburg (1064).

La Vita Annonis Minor è una biografia di sant'Annone II di Colonia (arcivescovo di Colonia) nella Bibliotheca hagiographica latina al n.ro di catalogo 509. L'unico manoscritto alto-medievale fu redatto presso  l'abbazia di Siegburg verso il 1180. Oggi si trova nell'Università e Biblioteca di Stato di Darmstadt al n.ro Hs. 945.

## Storia e permanenza
Successivamente essa finì nella proprietà dell'abbazia di Grafschaft, ma il quando è controverso.
Alcuni autori partono dal 1186, altri ritengono più probabile, che il manoscritto sia stato redatto solo nel  1374, quando le ossa del Santo vennero a Grafschaft.
Lo scritto venne citato originariamente per la prima volta a metà del XVII secolo dal parroco di Colonia e storico Aegidius Gelenius in un elenco di manoscritti presente a Grafschaft.
Dopo la secolarizzazione e il passaggio del ducato di Vestfalia all'Assia-Darmstadt, la Vita Annonis passò, nel 1804, alla biblioteca di corte di Luigi I d'Assia a Darmstadt.

## Descrizione
Il manoscritto è composto in pergamena e misura 19 cm per 14. Esso è costituito da 68 fogli.
Il primo foglio contiene sul retro un'immagine del santo con la scritta: Sanctus Anno episcopus coloniensis. D'intorno lo circondano cinque illustrazioni di chiese. Si tratta probabilmente di abbazie fondate o fatte erigere da lui stesso: Santa Maria ad Gradus a Colonia, chiesa di San Giorgio a Colonia, Grafschaft im Sauerland, l'abbazia benedettina di Saalfeld sulla Saale e l'abbazia di Siegburg.

## Contenuto
La Vita Annonis Minor è la prima delle due biografie complete altomedievali di Annone.  Con il loro ausilio la canonizzazione di Annone (morto nel 1075) dev'essere stata accelerata e esse devono essere state inserite come mezzo di prova nel processo di canonizzazione.
Nel XV secolo furono aggiunte, su pagine rimaste in bianco, ulteriori leggende edificanti e relative a santi, che erano venerati nel convento di Grafschaft: santa Felicita e figli, San Vito martire e i santi Modesto e Crescenzia.